# Microsoft Certified System Administrator
 (octobre 2019).
Microsoft Certified System Administrator (MCSA) est une certification Microsoft indiquant qu'un professionnel est capable d'administrer des systèmes serveur Microsoft. Créée avec l'apparition de Windows 2000, elle a, depuis, été déclinée en version Windows 2003.
Elle est composée de quatre examens à la base.
Il existe deux spécialités :
- Sécurité : contient des examens sur les mécanismes de sécurité interne du système serveur et sur le Internet Security and Acceleration Server (ISA) de Microsoft.
- Messagerie : contient un examen sur Exchange